# Clara Sánchez
Clara Sánchez (Guadalajara, 1º marzo 1955) è una scrittrice e docente spagnola.

## Biografia
Durante la sua infanzia e adolescenza si spostò continuamente in molti paesi in funzione della carriera del padre. Si laureò in Filologia spagnola all'Università Complutense di Madrid, e successivamente si stabilì in quella città. Dal momento in cui si laureò, iniziò ad insegnare alla Universidad Nacional de Educación a Distancia. La Sánchez ha scritto diverse prefazioni per opere di autori stranieri come Yukio Mishima e Andrzej Szczypiorski, ha scritto articoli su diversi periodici spagnoli, ed occasionalmente ha contribuito alla scrittura di sceneggiature per conto della TVE come nel caso di ¡Qué grande es el cine! di José Luis Garci.
Il suo primo romanzo, Piedras preciosas (1989), ricevette ottime critiche. La sua tematica, comune anche ai suoi lavori successivi, utilizza una prosa intimistica e cinica, pregna di costumbrismo, per rivelare l'inadeguatezza del mondo moderno. Dopo No es distinta la noche (1990) e El palacio varado (1993) ha scritto Desde el mirador (1996), un'esplorazione della vulnerabilità umana prendendo spunto dal ritratto di una donna quarantenne. El misterio de todos los días (1999), è la storia di una professoressa che si innamora di un suo allievo e Últimas noticias del paraíso (2000) un'esplorazione della confusione e dell'alienazione della gioventù contemporanea, che ha vinto il Premio Alfaguara nel 2000. Le sue opere sono state pubblicate in Spagna ed in America Latina e ultimamente tradotte anche in altri paesi.
Nel 2010 la Sánchez ha vinto il Premio Nadal per il suo romanzo Lo que esconde tu nombre (tradotto in italiano con il titolo Il profumo delle foglie di limone), un thriller psicologico fra i cui protagonisti figurano un repubblicano spagnolo sopravvissuto al Campo di concentramento di Mauthausen ed una giovane donna alienata che si incrociano con una anziana coppia nazista in Costa del Sol. Nel 2014 vince il Premio Roma Sezione Narrativa Straniera con il romanzo Le cose che sai di me, edito da Garzanti.

## Opere
- Piedras Preciosas, 1989, trad. di Enrica Budetta, La forza imprevedibile delle parole, Garzanti, Milano, 2017
- No es distinta la noche, 1990
- El palacio varado, 1995, trad. di Enrica Budetta, L'estate dell'innocenza, Garzanti, Milano, 2019
- Desde el mirador, 1996, trad. di Enrica Budetta, Il primo respiro dopo la pioggia, Garzanti, Milano, 2023
- El misterio de todos los días, 1999
- Últimas noticias del paraíso, 2000, trad. di Enrica Budetta, La meraviglia degli anni imperfetti, Garzanti, Milano, 2016
- Un millón de luces, 2003, trad. di Enrica Budetta, Le mille luci del mattino, Garzanti, Milano, 2015
- Presentimientos, 2008, trad. di Enrica Budetta, La voce invisibile del vento, Garzanti, Milano, 2012
- Lo que esconde tu nombre, 2010, trad. di Enrica Budetta, Il profumo delle foglie di limone, Garzanti, Milano, 2011
- Entra en mi vida, 2012, trad. di Enrica Budetta, Entra nella mia vita, Garzanti, Milano, 2013
- El cielo ha vuelto, 2013, trad. di Enrica Budetta, Le cose che sai di me, Garzanti, Milano, 2014
- Cuando llega la luz, 2016, trad. di Enrica Budetta, Lo stupore di una notte di luce, Garzanti, Milano, 2016
- El amante silencioso, 2018, trad. di Enrica Budetta, L'amante silenzioso, Garzanti, Milano, 2018
- Cambieremos antes del amanecer, 2020, trad. di Enrica Budetta, Cambieremo prima dell’alba, Garzanti, Milano 2020
- Dìas de sol, 2022, trad. di Enrica Budetta, I peccati di Marisa Salas, Garzanti, Milano 2022